# 吳紉禮

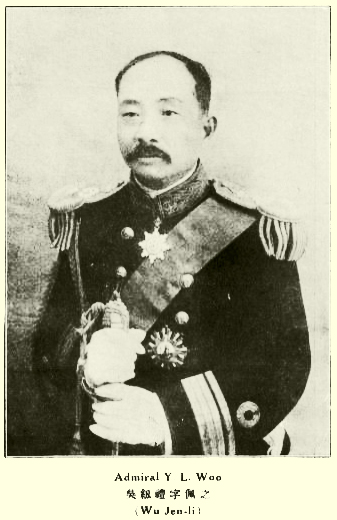

吴纫礼（1874年—1963年），字佩之，安徽省合肥县（今肥东县）人，中华民国海军将领。

## 生平
1890年至1895年，吴纫礼入威海水师学堂学习。此后他入天津北洋水师学堂学习，于1896年以优等成绩毕业，受北洋大臣李鸿章嘉奖。此后他加入海军服役，历任巡洋舰海圻舰大副，保定军校教训处检阅股委员、英法文总教习、学校监督（即教育长）。 1910年4月8日，他任筹办海军事务处第五（秘书军枢）司秘书（伍光健任司长）。1910年12月4日，筹办海军事务处改为海军部，吴纫礼任参赞厅二等参谋，任职至1912年2月1日。
中华民国成立后，1912年9月6日，吴纫礼任海军部军械司司长，任职至1925年12月26日调走。1912年12月30日获授海军上校，1915年9月29日晋升海军少将。1925年5月16日，吴纫礼任军事善后会议海军会员。1926年1月9日，吴纫礼任海军部次长兼总务厅厅长、编纂委员会会长，并曾代行海军总长，同年7月10日被免职。同年12月1日，他晋升海军中将。1917年10月9日，他获得二等文虎章；1918年1月7日，他获得三等嘉禾章；1919年10月14日，他获得二等嘉禾章；1920年1月1日，他获得四等宝光嘉禾章；1921年4月23日，他获得三等宝光嘉禾章。
南京国民政府成立后，他曾任国民政府海军参议。1933年至1936年他任国民政府海军部候补员。1938年，他任海军总司令部中将候补员。1947年11月12日，南京国民政府授其海军中将階級。
中华人民共和国成立后，他曾當選安徽省政协委员。
1963年，吴纫礼逝世。

## 家庭
- 孫女：吳靜嫻，女演員/歌手，曾以《星星知我心》聞名遐邇。
- 曾孫女：袁詠琳（本名吳欣雲），第52屆全美華埠小姐冠軍暨台灣杰威爾音樂（JVR Music）的創作歌手。
- 其他：另外他有數位（外）孫子 (吳鐵肩、陳景立、陳景亮等) 曾分別在休士顿大學（University of Houston）、西安交通大學、哈爾濱工業大學、大連輕工學院、成功大學等擔任教授。